# El Pueblo (semanario de Vigo)
El Pueblo fue un semanario publicado en la ciudad española de Vigo entre 1913 y 1914.

## Historia e características
Semanario republicano que se ponía a la venta los sábados, El Pueblo apareció por vez primera en abril de 1913. Su primer director fue Alfonso Quintas. Entre sus redactores se encontraba Narciso Goy y entre sus colaboradores literarios figuraron Rogelio Rivero y José Rey González. A partir de número 57 de abril de 1914 llevó el subtítulo de Órgano del Partido Republicano Vigués y su periodicidad pasó a ser quincenal, bajo la nueva dirección de Javier Montero Mejuto. Cesó de publicarse el mismo año.